# Siverić
Siverić falu Horvátországban Šibenik-Knin megyében. Közigazgatásilag Drnišhez tartozik.

## Fekvése
Knintől légvonalban 18, közúton 21 km-re délre, községközpontjától 4 km-re északkeletre, Dalmácia közepén, a Petrovo-mező északnyugati részén, a Promina-hegység lábánál fekszik.

## Története
Kedvező fekvésének és természeti adottságainak köszönhetően a Petrovo mező területén már ősidők óta élnek emberek. Ezt támasztják alá a régészeti leletek, melyek a történelem előtti időktől fogva megtalálhatók. Már az ókori források is megemlítenek néhány települést, mint Promona, Synodion és Magnum Municipium a mai Petrovo mező területén. Itt vezetett át az a fontos római útvonal is, amely Salonát, Dalmácia egyik legjelentősebb városát kötötte össze Pannóniával. A horvátok ősei a 7. században telepedtek meg először a Petrovo mezőnek ezen a termékeny részén. A Petrovo, a Koszovó és Knini mező képezte a magját a 10. században létrehozott Knini zsupánságnak, mely egyike volt a tizenegy legkorábbi horvát közigazgatási egységnek. Az ősi horvát Svačić nemzetségből származott a középkori Nepilić nemesi család, melynek kiterjedt birtokai voltak a Knini és a Cetini zsupánság területén. Siverić első írásos említése 1371-ből származik „Siverichi in pole” alakban. Területét 1522-ben foglalta el a török. A török uralom a lakosság összetételében is nagy változásokat hozott. Az üresen maradt területekre új lakosságot telepítettek, akik nagyrészt Hercegovina területéről érkeztek. 1648-ban a velenceiek ugyan visszafoglalták a Drniš környéki falvakat, de a kandiai háborút követően visszakerültek a boszniai pasa fennhatósága alá és 1683-ig ott is maradtak.
Ekkor a velencei hadak szabadították fel a török uralom alól. A török a sinji háborúban 1715 és 1718 között sikertelenül próbálta visszaszerezni Drništ és környékét. Végül 1718-ban a pozsareváci béke hozta el a békét egész Dalmáciának. 1797-ben a Velencei Köztársaság megszűnésével a Habsburg Birodalom része lett. 1806-ban Napóleon csapatai foglalták el és 1813-ig francia uralom alatt állt. Napóleon bukása után ismét Habsburg uralom következett, mely az első világháború végéig tartott. Siverić története a 19. század óta szorosan kötődik a barnaszén bányászatához, mely 1834-ben kezdődött a Siverić és Tepljuh határában levő bányák megnyitásával. A kőszén bányászatát egy bécsi vállalat kezdte meg, melynek Dalmácián kívül Isztrián is voltak bányái. 1873-ban a bányászati jogot megvásárolta a torinói Società del Monte Promina részvénytársaság, mely ekkor 260 siverići bányászt foglalkoztatott. Siverić az isztriai Labinnal együtt ebben az időben az Osztrák–Magyar Monarchia legjelentősebb adriai szénbányái közé tartozott. A cég ebben az évben építette meg a Siverić–Šibenik vasútvonalat, mellyel lehetővé vált a szén tengeri szállítása és a termelés bővítése. 1877-ben megnyílt a Split-Siverić és a Siverić-Perković-Šibenik vasútvonal is. 1888-ban létrejött az összeköttetés Knin felé, majd 1925-ben Gračacon át Zágráb felé is. A siverići és velušići bányákban a századfordulót követően már mintegy 800 bányász dolgozott. Ezzel Dalmácia egyik legnagyobb foglalkoztatójává vált. A helyi szénbányászat villamosítására a vállalat 1909-ben megépítette a Krkán a Rogi-vízesésnél a Krkai vízierőművet. Az I. világháború idején a széntermelés évről évre csökkent, végül meg is szűnt. A háború után hamar elérte a háború előtti szintet. A szén szállítása legnagyobb részben Itáliába történt ez azonban költségessé vált. 1932-ben a vállalat jelentős részét egy francia cég és egy zágrábi bank vásárolta meg. A siverići szén fő felhasználói ekkor spliti és šibeniki ipari üzemek és a vasúttársaság voltak. Bár az tengermelléki ipar és a városi agglomerációk fejlődése miatt a kereslet egyre növekedett, a termelés mégis stagnált, melynek legfőbb oka a bányáknak az évszázados kitermelés következtében bekövetkezett kimerülése volt. 1971-ben a siverići szénbányákat végleg bezárták. A település iskoláját 1875-ben nyitották meg, az 1960-as években a tanulók száma annyira megnőtt, hogy az oktatási hatóság új iskola építéséről határozott, mely 1961-ben nyílt meg és amelybe a környező falvak tanulói is jártak. A falunak 1857-ben 651, 1910-ben 1059 lakosa volt. Az első világháború után előbb a Szerb Királyság, majd rövid ideig az Olasz Királyság, ezután a Szerb-Horvát-Szlovén Királyság, majd Jugoszlávia része lett. 1991-ben lakóinak 89 százaléka horvát, 10 százaléka szerb nemzetiségű volt. A délszláv háború során a szerb csapatok elfoglalták és a Krajinai Szerb Köztársasághoz csatolták. Templomát súlyosan megrongálták, harangtornya leomlott. Lerombolták az iskola épületét, a tornacsarnokot, az óvodát és az egészségházat is. Leromboltak vagy felgyújtottak 110 családi házat is. A horvát hadsereg 1995 augusztusában a Vihar hadművelet során foglalta vissza a települést. 2011-ben 499 lakosa volt.

## Lakosság
| Lakosság változása | Lakosság változása | Lakosság változása | Lakosság változása | Lakosság változása | Lakosság változása | Lakosság változása | Lakosság változása | Lakosság változása | Lakosság változása | Lakosság változása | Lakosság változása | Lakosság változása | Lakosság változása | Lakosság változása | Lakosság változása |
| ------------------ | ------------------ | ------------------ | ------------------ | ------------------ | ------------------ | ------------------ | ------------------ | ------------------ | ------------------ | ------------------ | ------------------ | ------------------ | ------------------ | ------------------ | ------------------ |
| 1857               | 1869               | 1880               | 1890               | 1900               | 1910               | 1921               | 1931               | 1948               | 1953               | 1961               | 1971               | 1981               | 1991               | 2001               | 2011               |
| 651                | 642                | 817                | 919                | 1.156              | 1.059              | 1.043              | 1.483              | 1.514              | 1.593              | 1.627              | 1.413              | 1.145              | 992                | 620                | 499                |

## Nevezetességei
A településnek már a török korban is volt temploma. 1738-ban már említik a mai Szent Péter tiszteletére szentelt templom elődjét. A mai templomot 1852-ben építették a régi templom meghosszabbításával és barokk stílusba történt átépítésével. Harangtornya 1875-ben épült. Sekrestyéjét 1955-ben építették. Története során többször restaurálták.
A délszláv háború során a szerb csapatok lerombolták, a háború után 1999-ben újjáépítették. A templom körül található a falu temetője.

## Fordítás
- Ez a szócikk részben vagy egészben  a   Siverić című horvát Wikipédia-szócikk ezen változatának fordításán alapul.  Az eredeti cikk szerkesztőit annak laptörténete sorolja fel. Ez a jelzés csupán a megfogalmazás eredetét és a szerzői jogokat jelzi, nem szolgál a cikkben szereplő információk forrásmegjelöléseként.